# Louis von Zerbst (Politiker, 1737)
Friedrich Ludwig Wi(e)precht von Zerbst (genannt Louis) (* 26. März 1737 in Pyrmont; † 3. Juli 1814 in Arolsen) war über 45 Jahre Regierungschef von Waldeck-Pyrmont.

## Familie
Von Zerbst war der Sohn von Carl Georg Adolph von Zerbst (* 5. August 1695 in Klein Glien; † 9. Oktober 1769 in Arolsen). Der Vater stand von 1742 bis 1769 an der Spitze der Regierung von Waldeck-Pyrmont. Die Mutter war Antoinette (genannt Antonetta) Wilhelmine von Ziegler (* 29. Mai 1710 in Erfurt; † 17. Juni 1758 in Arolsen). Von Zerbst war evangelisch und blieb unverheiratet. Sein Neffe Louis von Zerbst war Rittergutsbesitzer und waldeckischer Landstand.

## Leben
Von Zerbst studierte ab 1758 Rechtswissenschaften in Erlangen. (1759) war er Fürstlich Waldeckischer Hofjunker und 1763 Kammerjunker. Im Jahr 1765 wurde er zum Landdrost der Grafschaft Pyrmont ernannt. 1770 wurde er Geheimer Regierungsrat und Mitglied des Konsistoriums. Nach dem Tod seines Vaters 1769 folgte er diesem in die Funktion des Regierungschefs der Regierung von Waldeck-Pyrmont. Er war bis zu seinem Ausscheiden am 1. Februar 1814 damit Geheimer Rat und Präsident der Regierung, des Konsistoriums und der Justiz-Kanzlei, auch Lehnhofs-Präsident.
Seine lange Amtszeit als Regierungschef fiel in eine bewegte Zeit. Nach dem Ende des HRR gelang es, durch den Beitritt zum Rheinbund eine Mediatisierung von Waldeck-Pyrmont zu verhindern, nach dem Zusammenbruch der napoleonischen Herrschaft nach der Völkerschlacht bei Leipzig gelang es, 1813 in das Lager der Gegner Frankreichs zu wechseln. In der Diskussion um das Organisationsedikt 1814 vertrat er konservative Positionen und war ein engagierter Gegner des „Umsturzes aller bisherigen Einrichtungen“.
Er war Herr auf Lengefeld und wurde 1785 mit den bisherigen von Eppeschen Lehen in Fürstenberg, Eppe und Goddelsheim II belehnt. Mit dem Rittergut Goddelsheim II war die Landtagsfähigkeit verbunden. Er war daher von 1785 bis zu seinem Tod am 3. Juli 1814 Waldeckischer Landstand für die Ritterschaft und das Gut Goddelsheim II (von Zerbstsches Gut).